# SUPER HITS 50
SUPER HITS 50（スーパーヒッツ50）はスペースシャワーTVで放送されていた邦楽ランキング番組である（アルバムでは洋楽を含める）。2008年に名称変更し、SUPER HITS SINGLE RANKING 50になっていた。しかし2011年からは洋楽も含むようになり、SUPER HITS RANKING 50を経て番組名が2012年6月からSUPER HITS PERFECT RANKING 50に変わった。ただし、SUPER HITS SINGLE RANKING 10は邦楽ランキングのままである。

## 放送日
- 初回放送 毎週日曜 4:00 - 8:00
- リピート放送　毎週木曜日 10:00-14:00 毎週土曜 13:00-17:00

なお、2001年4月〜2002年3月までの1年間はSUNDAY SUPER HITSであった

（各セクションで時間が余ったときは次週以降ランクイン予定の曲特集の「COMMING SOON」（以前は「CHART IN SOON」）が放送される。しかし、ランクインする曲とランクインしない曲がある）。
以後長らく土曜日が初回放送だったが、2012年6月から再び日曜日が初回放送になった。
2014年1月から放送時間が変更され、初回放送が日曜 12:00 - 17:00、リピート放送が土曜 7:00 - 12:00になった。
2016年7月からは、放送時間が土曜 12:00 - 17:00（初回放送）、日曜 7:00 - 12:00（リピート放送）になり、初回放送が土曜日に戻った。
2017年4月からは、放送時間が変更され、長らく維持していた5時間の枠が4時間に減少した。
2019年4月から放送時間が変更され、初回放送が日曜 04:00 - 08:00、リピート放送が土曜 13:00 - 17:00になった。
2022年10月をもって放送終了。

## 各年度のCG
- 2001年4月（スタート） - 2001年6月まで：ラスベガスをイメージしたもので、順位紹介のVTRが存在しない（使用期間が短い）
- 2001年7月 - 2005年3月まで：CGが昆虫になっている。（使用期間が一番長い）
  - SUPER HITS 50/SUPER HITS 20
    - 50位→41位：テントウムシが踊っている時に植物の芽が出る（同時に数字が出る）。
    - 40位→31位：ミノムシがぶら下がっている（同時に数字もぶら下がる）。
    - 30位→21位：蛾が目をパチパチしながら飛んでいる（目には数字が出ている）。　
    - 20位→11位：蟻が荷物を運んでいる（荷物には数字が出ている）。
    - 10位→1位：蜂の巣からハチが次々と飛んで行って、最後は数字が表示される。

  - SUPER HITS ALBUM 10
    - 12位→10位：アメンボが数字の書いてある葉に飛びつく。
    - 9位→7位：フンコロガシがフンを転がしている（フンには数字が出ている）。
    - 6位→4位：カタツムリがゆっくり歩いている（カラには数字が書かれている）。
    - 3位→1位：蜂の巣からハチが次々と飛んで行って、最後は数字が表示される。

  - SUPER HITS 100（年末のみ放送）
    - 100位→91位：アリが荷物を運んでいる（荷物には数字が出ている）。
    - 90位→81位：クモが糸を張っている時に数字が出る。
    - 80位→71位：テントウムシが踊っている時に植物が大きな木になる（同時に数字が出る）。
    - 70位→61位：チョウが飛んでいる時に数字が表示される。
    - 60位→51位：蜂の巣からハチが次々と飛んで行って、最後は数字が表示される。
- 2005年4月〜2006年3月：CGが海になっている。
  - 5・10のつく順位：クジラが潮をふいて数字が表示される。
  - 4・9のつく順位：アザラシが縦になって数字が表示される。
  - 3・8のつく順位：アンコウが提灯がわりに数字を点灯させる。
  - 2・7のつく順位：親子ガメが泳いでいると同時に数字が表示される。
  - 1・6のつく順位：タツノオトシゴが泡を吹くと同時に、数字が表示される。
- 2006年4月〜2008年3月：CGがお店になっている。
- 2008年4月〜2009年3月：CGがビルになっている。（2008年度のスペースシャワーオリジナルチャート以外のランキング番組でも同じ物を使用）
- 2009年4月〜2012年5月：CGが機械になっていて番組ごとに色が異なる。（ハイビジョン仕様）
  - SUPER HITS SINGLE RANKING 50：赤
  - SUPER HITS SINGLE RANKING 20：緑
  - SUPER HITS ALBUM RANKING 20：青
- SUPER HITS RANKING 50では若干アレンジが変更された。
- 2012年6月 - 2016年2月：SUPER HITS PERFECT RANKING 50に名称変更されたと同時にCGが変更された。また、11位まで順位紹介VTRが省略されている。
- 2016年3月 - 現在：2016年5月現在、CGはパーティーのようなものになっている

50位、40位、30位、20位、10位の楽曲を流す前にその日に流す楽曲を10曲ずつ紹介している。また、10位～１位は、曲を流す前にその数字の形をしたケーキが机に置かれるというCGがある。また、そのケーキは、順位が上がっていくほど豪華なものになっていく。
2020年1月からは10位以降でもCGそのもの自体が無くなった。